# D. J. Chark
Darrell „D. J.“ Chark Jr. (* 23. September 1996 in Alexandria, Louisiana) ist ein US-amerikanischer American-Football-Spieler. Er spielt auf der Position des Wide Receivers für die Atlanta Falcons in der National Football League (NFL). Von 2018 bis 2021 spielte Chark für die Jacksonville Jaguars, anschließend spielte er für die Detroit Lions, die Carolina Panthers und die Los Angeles Chargers.

## NFL
Chark wurde bei dem NFL Draft 2018 in der zweiten Runde an Position 61 von den Jacksonville Jaguars gedraftet. In seiner Rookie-Saison kam Chark nur zu wenig Einsatzzeiten. In 11 Spielen konnte er lediglich 14 Passfänge bei einem Raumgewinn von 174 Yards für sich verbuchen. Seinen Durchbruch schaffte Chark in seiner zweiten NFL-Saison (2019), in welcher er als Starter von den Jaguars eingesetzt wurde. Chark konnte 73 Pässe fangen und erzielte damit 1.008 Yards Raumgewinn sowie 8 Touchdowns für sein Team. Für seine Leistungen in der Saison 2019 wurde Chark in den Pro Bowl nachnominiert, da Tyreek Hill durch seine Teilnahme am Super Bowl LIV verhindert war.
Im März 2022 unterschrieb Chark einen Einjahresvertrag im Wert von 10 Millionen US-Dollar bei den Detroit Lions.
Am 24. März 2023 nahmen die Carolina Panthers Chark unter Vertrag. Im Mai 2024 unterschrieb er einen Vertrag bei den Los Angeles Chargers, für die er jedoch nur in sieben Spielen zum Einsatz kam.
Nachdem zur neuen Saison mehrere Teams Interesse an der Verpflichtung Charks gezeigt hatten, unterschrieb er am 25. Juli 2025 einen Einjahresvertrag bei den Atlanta Falcons.

## NFL-Statistiken
| 2018                               | JAX    | 11 | 0  | 14  | 174  | 12,4 | 38 | 0  | 1 | 1 |
| 2019                               | JAX    | 15 | 14 | 73  | 1008 | 13,8 | 69 | 8  | 0 | 0 |
| 2020                               | JAX    | 13 | 12 | 53  | 706  | 13,3 | 73 | 5  | 0 | 0 |
| 2021                               | JAX    | 4  | 4  | 7   | 154  | 22,0 | 41 | 2  | 0 | 0 |
| 2022                               | DET    | 11 | 10 | 30  | 502  | 16,7 | 51 | 3  | 0 | 0 |
| 2023                               | CAR    | 15 | 11 | 35  | 525  | 15,0 | 47 | 5  | 2 | 1 |
| 2024                               | LAC    | 7  | 0  | 4   | 31   | 7,8  | 12 | 1  | 0 | 0 |
| Gesamt                             | Gesamt | 76 | 51 | 216 | 3100 | 14,4 | 73 | 24 | 3 | 2 |
| Quelle: pro-football-reference.com |        |    |    |     |      |      |    |    |   |   |